# Otomops
Otomops és un gènere de ratpenats de la família dels molòssids que es troba a Madagascar, Àfrica, Java, Nova Guinea i l'Índia.

## Taxonomia
- Ratpenat cuallarg de Java (O. formosus)
- Otomops harrissoni
- Otomops johnstonei
- Otomops madagascariensis
- Ratpenat cuallarg de Martienssen (O. martiensseni)
- Ratpenat cuallarg d'orelles grosses (O. papuensis)
- Ratpenat cuallarg de Hayman (O. secundus)
- Ratpenat cuallarg de Wroughton (O. wroughtoni)